# ورزشکاه بهاوال
ورزشکاه بهاوال (به انگلیسی: Bahawal Stadium) یک ورزشکاه فوتبال در پاکستان است که در بهاولپور، پاکستان واقع شده‌است.